# Sudislav nad Orlicí
Sudislav nad Orlicí (německy Halbendorf an der Adler) je obec v okrese Ústí nad Orlicí v Pardubickém kraji. Žije zde 146 obyvatel. Celá obec leží na pláni nad údolím Tiché Orlice, a zalesněný levý svah údolí řeky včetně levé části údolní nivy, po které územím obce prochází mezi dvěma mosty přes Tichou Orlicí též železniční trať Praha - Česká Třebová, která měla na katastrálním území Sudislavi zastávku Bezpráví.

## Historie
První písemná zmínka o obci pochází z roku 1292.

## Obyvatelstvo
| Rok            | 1869 | 1880 | 1890 | 1900 | 1910 | 1921 | 1930 | 1950 | 1961 | 1970 | 1980 | 1991 | 2001 | 2011 | 2021 |
| -------------- | ---- | ---- | ---- | ---- | ---- | ---- | ---- | ---- | ---- | ---- | ---- | ---- | ---- | ---- | ---- |
| Počet obyvatel | 330  | 364  | 347  | 352  | 348  | 309  | 288  | 224  | 193  | 154  | 120  | 111  | 109  | 121  | 131  |
| Počet domů     | 57   | 62   | 62   | 62   | 62   | 62   | 62   | 73   | 61   | 56   | 41   | 65   | 65   | 70   | 72   |

## Obecní správa

### Části obce
- Sudislav nad Orlicí
- Orlík

### Obecní symboly
Znak a vlajka byly obci uděleny rozhodnutím předsedkyně Poslanecké sněmovny Parlamentu České republiky dne 18. května 2012.

## Pamětihodnosti
- Kaple Panny Marie
- Strážní domek železniční
- hradiště Orlík stojí směrem k Brandýsu
- Venkovská usedlost čp. 8